# مارسل شووینیه
مارسل شووینیه (فرانسوی: Marcel Chauvigné‎؛ ۲۴ سپتامبر ۱۹۱۱ – ۲ ژوئیهٔ ۱۹۷۲) قایقران روئینگ اهل فرانسه بود.
وی در مسابقات کشوری و بین‌المللی در مجموع برندهٔ ۱ مدال نقره، ۱ مدال برنز شده‌است.